# 문시연
문시연(文時姸, 1965년 9월 11일~)은 대한민국의 불문학자이자 대학총장이다. 2024년 9월 제 21대 숙명여자대학교 총장으로 취임하였으며, 프랑스언어·문화학과 교수를 맡고있다.

## 생애
1965년 서울특별시에서 태어났다. 1984년 숙명여자대학교 불어불문학과에 입학하여 1988년 졸업하였다. 1989년 파리 제3대학교(소르본누벨대학) 대학원에서 석사학위를 취득하였고, 1995년 동 대학원에서 연극학 박사 학위를 취득하였다. 2007년 프랑스 교육부로부터 교육공로훈장 슈발리에(Chevalier·기사장)를 받았고, 2012년 프랑스 정부로부터 문화예술공로훈장 오피시에(Officier)를 받았다. 2010년 AMOPA 한국지부 사무총장으로 취임하였다. 2012년부터 2016년까지 숙명여자대학교 한국문화교류원 원장을 맡아, 2018년부터 숙명여자대학교 정책대학원 프랑스문화매니지먼트전공 교수 및 숙명여자대학교 중앙도서관장을 지냈다. 그 외에 전국여교수협의회사무총장, 대학정책학회국제이사, 한불협회이사, 프랑스문화예술학회 회장을 역임하였다. 2021년 세계한류학회 3대 회장에 취임하였다. 2024년 9월, 숙명여자대학교 제 21대 총장으로 취임하였다.
저서로서 《프랑스 문학과 사랑의 테마》등이 있어, 역서로서 낙랑공주와 호동의 이야기를 바탕으로 한 최인훈의 희곡 《둥둥 낙랑둥》의 프랑스어 역 《Pour qui sonne le tambour de Nangnang?》등이 있다.